# Mordellistena stenidea
Mordellistena stenidea är en skalbaggsart som beskrevs av Étienne Mulsant 1856. Mordellistena stenidea ingår i släktet Mordellistena, och familjen tornbaggar. Arten har ej påträffats i Sverige.